# Анизотропија
Анизотропија (од грч. ánisos — неравномерно и trópos — правац) — је неједнакост физичких (физичко-хемијских) својстава средине (на пример, еластичности, електричне проводљивости, топлотне проводљивости, индекса преламања, брзине звука и др.) на различитим правцима унутар те средине (супротност је изотропија).
Уопштено говорећи, по једном својству средина може бити изотропна, а по другом анизотропна. Степен анизотропије анизотропне средине такође се може разликовати — бити веома изражен, или скоро занемарљив.
Посебан случај анизотропије је ортотропија (од грч. orthos — прав и tropos — правац) која представља неједнакост својстава средине у два (три), узајамно нормална правца.

## Примери
Анизотропија је карактеристика кристала (тачније осим оних чија кристална решетка нема највишу - коцкасту симетрију). Притом се својство анизотропије у најпростијем виду јавља само код монокристала. Код поликристала анизотропија тела у целини (макроскопски) може се не пројављивати услед неуређене оријентације микрокристала, или чак да се не пројављује по правилу, са искључивањем случаја специјалних услова кристализације, специјалне обраде и сл.
Узрок анизотропности кристала је то да при уређеном распореду атома, молекула или јона силе узајамног деловања између њих и међуатомска растојања (а такође нека не повезана са њима преко величине, на пример, поларизација или електропроводљивост) бивају неједнаки по различитим правцима. Узрок анизотропије молекулског кристала може бити такође асиметрија његових молекула. Макроскопски се та неједнакост пројављује обично само ако кристална структура није исувише симетрична.
Осим кристала, природна анизотропија — је карактерна особина многих материјала биолошког порекла.
Анизотропија је својствена течним кристалима, покретним течностима, особито нењутновским.
Анизотропију посебне врсте у пределима целог кристала или неких његових делова поседују феромагнетици.
У многим случајевима анизотропија може бити последицом спољашњег утицаја (на пример, механичке деформације, деловања електричног или магнетног поља). У више случајева анизотропија средине може се у некој мери (а слабој често) одржавати после престанка деловања фактора који утицао на њен настанак.

## Анизотропија времена
- Изражава се у постојању неповратних процеса.
- Филозофски и проблем природних наука, историјски везан са принципима термодинамике и појмом ентропије.
- У класичној механици време је апсолутна величина; Њутнови закони су инваријантни у односу на правац времена.